# Bretxa salarial
La bretxa salarial o escletxa salarial és la diferència del salari mitjà de les dones respecte del salari mitjà dels homes expressada en forma de percentatge. És un indicador de discriminació retributiva atès que indica en quina mesura el salari dels homes és superior al salari de les dones.
Hi ha dues formes d'expressar aquest índex: bretxa salarial ajustada i no ajustada. La bretxa salarial ajustada té en compte aspectes com el lloc de treball, la formació, l'experiència, els horaris, etc. La bretxa salarial no ajustada és aquella que calcula la mitjana de sous de manera global, sense tenir en compte altres característiques. La bretxa salarial no ajustada sol ser molt superior a l'ajustada, ja que aquesta segona mesuraria la discriminació manifesta i il·legal contra les dones.
En anglès el terme és conegut com a gender pay gap.

## Concepte
El debat sobre el sexisme en las condicions laborals té en la bretxa salarial el seu tòtem estadístic.
El concepte de bretxa salarial es basa en el principi d'igualtat social retributiva que diu que a igual valor (a treball d'igual valor), li correspon igual retribució. Si es produeix una diferència entre els sous dels homes i de les dones és perquè no s'està complint aquest principi i, per tant, s'està produint una discriminació, en aquest cas, envers les dones. L'índex dona compte de dos tipus de discriminació: directa i indirecta. La bretxa salarial ajustada expressa la discriminació directa, ja que ajustant les característiques individuals i de lloc de treball, el sou de les dones és inferior. Un exemple seria el cas d'un informàtic en una empresa que cobrés més que una informàtica en aquella mateixa empresa. Aquesta situació és poc freqüent doncs a més de manifestament discriminatòria és il·legal. En canvi, la bretxa salarial no ajustada expressa la discriminació indirecta en tant que expressa com, en el global i sense comparar característiques específiques, les dones cobren menys que els homes. És l'índex que calculen els organismes oficials i s'explica per diversos factors com ara els complements salarials específics, una major valoració dels llocs masculinitzats, etc.
La bretxa salarial implica, entre altres coses, que les dones, en la mesura en que tenen menys ingressos, són més dependents econòmicament i tenen un risc més alt de precarietat econòmica, sobre tot en la vellesa, ja que les cotitzacions estan relacionades amb els ingressos bruts i, per tant, són inferiors també.
La Comissió Europea va establir l'any 2018 el 3 de novembre com a Dia Europeu de la Igualtat Salarial i és aquest dia perquè representa el moment de l'any en el qual les dones deixen de cobrar en comparació amb els homes.

## Fórmula
Per tal de calcular la bretxa salarial, segons l'Eurostat, la fórmula és la següent:
{\displaystyle BS=\Pr(SH)-\Pr(SD)/\Pr(SH)*100}
on:
BS = bretxa salarial de gènere
Pr(SH) = mitjana del salari brut dels homes
Pr(SD) = mitjana del salari brut de les dones
La població objecte d'estudi són els treballadors i les treballadores per compte d'altri que prestin els seus serveis en empreses de 10 o més treballadors sense restriccions pel que fa a l'edat i a les hores treballades.

## Causes
Segons la Comissió Europea les causes de la bretxa salarial de gènere són:
- Discriminació directa: a algunes dones se les retribueix menys que als homes per fer la mateixa feina. Aquest fet explica només una part de la bretxa salarial doncs segons la legislació europea i espanyola això és il·lícit i és poc freqüent.
- Inferior valoració del treball de les dones: una de les causes principals és la manera en què es valora la competència de les dones en comparació amb la dels homes. Els treballs que requereixen habilitats, qualificacions o experiències similars tendeixen a ser infravalorats i pitjor pagats quan són ocupats majoritàriament per dones. Per exemple, en un supermercat, el treball de caixer/era que sol està ocupat per dones, està pitjor pagat que el de reposador que sol està ocupat per homes.
- Segregació del mercat laboral: les dones i els homes encara solen treballar en llocs de treball diferents i en sectors diferents. Les dones solen treballar més en sectors vinculats a les cures, a la salut i solen estar menys valorats que els treballs més representats pels homes. A més, les posicions directives de les empreses solen estar ocupades per homes.
- Tradicions i estereotips: malgrat el 60% de les persones universitàries són dones, només una minoria de dones es gradua en carreres de matemàtiques, enginyeries o informàtica i conseqüència d'això és que hi ha poques dones treballant en llocs de treball científics i tècnics i en canvi majoritàriament treballen en sectors menys valorats econòmicament com el de les cures. Socialment, hi ha l'estereotip i així s'espera que siguin les dones les que redueixin la seva jornada laboral o deixin la feina per assumir la cura dels infants.
- Conciliació laboral i familiar: Les dones tenen més dificultats que els homes quan a l'hora de conciliar la vida laboral i familiar ja que les responsabilitats familiars, assistencials i domèstiques encara no estan compartides. La tasca de tenir cura dels membres de la família dependent depèn en gran part de les dones. Aquest fet, juntament amb la manca d'instal·lacions per a la cura dels nens i la gent gran, fa que les dones es vegin obligades a deixar, encara que sigui temporalment, el mercat laboral: només el 65,8% de les dones amb nens petits a la UE treballen, enfront del 89,1% dels homes. A tot Europa, al voltant del 32% de les dones treballen a temps parcial, enfront de només al voltant del 8% dels homes.

Altres autores parlen de possibles motius pels quals les dones cobren menys que els homes aspectes com que les dones han desenvolupat menys habilitats per negociar els salaris o reivindicar sous més alts i a més estan menys predisposades a fer-ho, també la pròpia divisió sexual del treball o fets com que els complements salarials que tenen a veure amb la responsabilitat o amb la dedicació horària s'assignen més als homes que a les dones.

## Normativa relacionada
Des de 1951, en la legislació internacional, en concret, en el Conveni 100 de l'Organització Internacional del Treball ja es feia esment a la obligatorietat de pagar igual pel treball d'igual valor. Des de llavors, s'han anat elaborant diferents regulacions europees i espanyoles per obligar l'empresariat a pagar el mateix a homes i dones per un treball d'igual valor així com a vetllar per la no discriminació entre homes i dones.
| Norma | Articulat | Articulat |
| --- | --- | --- |
| Tractat de Funcionament de la Unió Europea | Article 157 (antic article 141 TCE) | 1. Cada Estat membre garantirà l'aplicació del principi d'igualtat de retribució entre treballadors i treballadores per una mateixa feina o per a un treball d'igual valor. 2. S'entén per retribució, en virtut del present article, el salari o sou normal de base o mínim, i qualssevol altres gratificacions satisfetes, directament o indirectament, en diners o en espècie, per l'empresari al treballador en raó de la relació de treball. La igualtat de retribució, sense discriminació per raó de sexe, significa: a) que la retribució establerta per a un mateix treball remunerat per unitat d'obra realitzada es fixa sobre la base d'una mateixa unitat de mesura; b) que la retribució establerta per a un treball remunerat per unitat de temps és igual per a un mateix lloc de treball. 3. El Parlament Europeu i el Consell, d'acord amb el procediment legislatiu ordinari i amb la consulta prèvia al Comitè Econòmic i Social, adoptar mesures per garantir l'aplicació del principi d'igualtat d'oportunitats i igualtat de tracte per a homes i dones en assumptes d'ocupació i ocupació, inclòs el principi d'igualtat de retribució per un mateix treball o per a un treball d'igual valor. 4. A fi de garantir en la pràctica la plena igualtat entre homes i dones en la vida laboral, el principi d'igualtat de tracte no impedirà a cap Estat membre mantenir o adoptar mesures que ofereixin avantatges concrets destinats a facilitar al sexe menys representat l'exercici d'activitats professionals oa evitar o compensar desavantatges en les seves carreres professionals. |
| Carta dels drets fonamentals de la Unió Europea | Article 23 | La igualtat entre homes i dones serà garantida en tots els àmbits, inclusivament en matèria d'ocupació, treball i retribució. El principi d'igualtat no impedeix el manteniment o l'adopció de mesures que ofereixin avantatges concrets a favor del sexe menys representat. |
| DIRECTIVA 2006/54 / CE DEL PARLAMENT EUROPEU I DEL CONSELL de 5 de juliol de 2006 relativa a l'aplicació del principi d'igualtat d'oportunitats i igualtat de tracte entre homes i dones en assumptes d'ocupació (refosa) | TÍTOL II DISPOSICIONS ESPECÍFIQUES. CAPÍTOL 1 Igualtat de retribució. Article 4 Prohibició de la discriminació.                                       | Per a un mateix treball o per a un treball al qual s'atribueix un mateix valor, s'eliminarà la discriminació directa i indirecta per raó de sexe en el conjunt dels elements i condicions de retribució. En particular, quan s'utilitzi un sistema de classificació professional per a la determinació de les retribucions, aquest sistema es basarà en criteris comuns als treballadors d'ambdós sexes, i s'establirà de manera que exclogui les discriminacions per raó de sexe |
| Recomanació de la Comissió 2014/124/UE sobre el reforç del principi d'igualtat de retribució entre homes i dones a través de la transparència                                                                             | | Reclama als Estats membres estimular a les empreses públiques i privades i als interlocutors socials a adoptar polítiques que afavoreixin la transparència salarial; a més de promoure sistemes de detecció, classificació i avaluació de llocs de treball no sexistes i establir mesures específiques que afavoreixin la transparència, i amb això la igualtat salarial. |
| Constitució Espanyola | Article 35. El treball, dret i deure | 1. Tots els espanyols tenen el deure de treballar i el dret al treball, a la lliure elecció de professió o ofici, a la promoció a través del treball ia una remuneració suficient per satisfer les seves necessitats i les de la seva família, sense que en cap cas es pugui fer discriminació per raó de sexe. |
| Llei Orgànica 3/2007, de 22 de març per a la Igualtat efectiva d'homes i dones | Article 5 - Igualtat de tracte i d'oportunitats en l'accés a l'ocupació, a la formació i en la promoció professionals, i en les condicions de treball | El principi d'igualtat de tracte i d'oportunitats entre dones i homes, aplicable en l'àmbit del ocupació privada i en el de l'ocupació pública, s'ha de garantir, en els termes que preveu la normativa aplicable, en l'accés a l'ocupació, fins i tot a la feina per compte propi, a la formació professional, en la promoció professional, en les condicions de treball, incloses les retributives i les d'acomiadament, i en l'afiliació i participació en les organitzacions sindicals i empresarials, o en qualsevol organització els membres exerceixin una professió concreta, incloses les prestacions concedides per les mateixes. No constitueix discriminació en l'accés a l'ocupació, inclosa la formació necessària, una diferència de tracte basada en una característica relacionada amb el sexe quan, a causa de la naturalesa de les activitats professionals concretes o al context en el qual es duguin a terme, aquesta característica constitueixi un requisit professional essencial i determinant, sempre que l'objectiu sigui legítim i el requisit proporcionat. |
| Llei Orgànica 3/2007, de 22 de març per a la Igualtat efectiva d'homes i dones | Article 6 – Discriminació directa i indirecta | 1. Es considera discriminació directa per raó de sexe la situació en què es troba una persona que sigui, hagi estat o pogués ser tractada, en atenció al seu sexe, de manera menys favorable que una altra en situació comparable. 2. Es considera discriminació indirecta per raó de sexe la situació en què una disposició, criteri o pràctica aparentment neutres posa a persones d'un sexe en desavantatge particular respecte a persones de l'altre, llevat que aquesta disposició, criteri o pràctica es puguin justificar objectivament en atenció a una finalitat legítima i que els mitjans per assolir aquesta finalitat siguin necessaris i adequats. 3. En qualsevol cas, es considera discriminatòria qualsevol ordre de discriminar, directament o indirectament, per raó de sexe. |
| Llei Orgànica 3/2007, de 22 de març per a la Igualtat efectiva d'homes i dones | Art. 46- Concepte i contingut dels plans d'igualtat de les empreses                                                                                   | 2. Per a la consecució dels objectius fixats, els plans d'igualtat podran preveure, entre d'altres, les matèries d'accés a l'ocupació, classificació professional, promoció i formació, retribucions, ordenació del temps de treball per afavorir, en termes d'igualtat entre dones i homes, la conciliació laboral, personal i familiar, i prevenció de l'assetjament sexual i de l'assetjament per raó de sexe. |
| Estatut dels Treballadors (Reial decret Legislatiu 2/2015, de 23 d'octubre) | Article 28 – Igualtat de remuneració per raó de sexe                                                                                                  | El empresario está obligado a pagar por la prestación de un trabajo de igual valor la misma retribución, satisfecha directa o indirectamente, y cualquiera que sea la naturaleza de la misma, salarial o extrasalarial, sin que pueda producirse discriminación alguna por razón de sexo en ninguno de los elementos o condiciones de aquella. |
| LLEI 17/2015, del 21 de juliol, d'igualtat efectiva de dones i homes. | Article 16- Polítiques d'igualtat efectiva de dones i homes en la funció pública                                                                      | 5. Els poders públics han de fer periòdicament una anàlisi de llocs de treball per a valorar el grau de compliment del principi d'igualtat de retribució de dones i homes, i prendre les mesures correctores per a erradicar les diferències salarials. |
| LLEI 17/2015, del 21 de juliol, d'igualtat efectiva de dones i homes. | Article 32. Promoció de la igualtat de tracte i d'oportunitats de dones i homes en l'àmbit laboral                                                    | 3r. Incorporar la igualtat d'oportunitats de dones i homes en els processos de selecció, la classificació professional, la valoració dels llocs de treball, les retribucions i la promoció professional. c) Garantir el compliment del principi d'igualtat retributiva de dones i homes i promoure la incorporació de la perspectiva de gènere en les polítiques empresarials amb impacte en la retribució del personal, i establir mecanismes perquè les empreses hagin d'adoptar mesures per a diagnosticar i eliminar la bretxa salarial i per a fixar retribucions i complements d'una manera transparent i amb perspectiva de gènere. |

Per acabar, assenyalar que Islàndia és el primer país prohibir que els homes cobrin més que les dones per treballs de la mateixa categoria. La llei va entrar en vigor l'1 de gener de 2018 i obliga a les empreses a demostrar que compleixen amb aquest principi d'igualtat.

## Estudis sobre bretxa salarial
Des de diferents organismes oficials es duen a terme estudis que donen compte de la bretxa salarial amb diferents nivells de segregació territorial o sectorial, alguns exemples són els següents:
Des de l'Eurostat, s'emeten periòdicament dades estadístiques de tots els països sobre bretxa salarial de gènere
Estudis de bretxa salarial a partir de les dades de l'Enquesta d'Estructura Salarial elaborada per l'Institut Nacional d'Estadística.
L'Idescat publica periòdicament dades sobre bretxa salarial entre homes i dones.
Hi ha pocs estudis referenciats específicament al sector públic. Des de la Diputació de Barcelona es realitza periòdicament un estudi en el qual es recullen i es tracten les dades de les empleades i els empleats pertanyents als ajuntaments i consells comarcals i on es recullen, entre d'altres, dades de bretxa salarial.
Altres estudis són:
Observatori del mercat de treball
Brecha salarial y científica de género